# Татаринов, Ярослав Всеволодович
Яросла́в Все́володович Тата́ринов (30 июня 1950, Париж — 16 июня 2010, Москва) — российский и советский математик и механик, педагог высшей школы, доктор физико-математических наук, профессор.

## Биография
Родился в семье русских эмигрантов, вскоре после окончания второй мировой войны принявших советское гражданство.
В 1967 году поступил на механико-математический факультет Московского государственного университета им. М. В. Ломоносова, который окончил с отличием в 1972 году по кафедре теоретической механики. Однокурсниками были В. В. Козлов, В. П. Павловский, А. В. Карапетян, А. А. Болибрух, А. Л. Семёнов, Г. А. Алексеев, В. И. Горбачёв, Е. И. Кугушев, С. В. Гувернюк, И. Кричевер.
После учёбы в аспирантуре работал на кафедре теоретической механики МГУ (1975). Кандидат физико-математических наук (1976), тема диссертации «Геометрическая теория симметрии и топологический анализ интегралов в динамике твёрдого тела», доктор физико-математических наук (1991), тема диссертации «Неголономные системы в сопоставлении с гамильтоновыми». Профессор кафедры теоретической механики (c 1991 г.), в 1999 году переименованной в кафедру теоретической механики и мехатроники. Заместитель декана механико-математического факультета МГУ по учебной работе (1988—1996).
Область научных интересов: применение топологических, качественных и асимптотических методов к динамике голономных и неголономных систем классической механики. В докторской диссертации им была развита теория слабо неголономных систем.
Я. В. Татариновым опубликовано более 50 научных работ, в том числе — монография «Лекции по классической динамике» (1984) и препринты «Уравнения классической механики в лаконичных формах» (2005), «Бифуркационные диаграммы в модельных задачах. Учебное пособие к спецкурсам» (2007).

## Публикации
- Татаринов Я. В.  Лекции по классической динамике. — М.: Изд-во Моск. ун-та, 1984. — 295 с. Архивировано 19 января 2007 года.
- Татаринов Я. В.  Уравнения классической механики в лаконичных формах. — М.: Изд-во ЦПИ при Механико-математическом факультете МГУ, 2005. — 88 с.
- Самсонов В. А., Татаринов Я. В.  Бифуркационные диаграммы в модельных задачах. Учебное пособие к спецкурсам. — М.: Изд-во Моск. ун-та, 2007. — 56 с.
- Задачи по классической механике / Антонов И. Л., Болотин С. В., Вильке В. Г., Голубев Ю. Ф., Карапетян А. В., Кугушев Е. И., Павловский В. Е., Сальникова Т. В., Самсонов В. А., Татаринов Я. В., Трещёв Д. В., Якимова К. Е., Якушев А. Г.  М.: изд-во ЦПИ мехмата МГУ, 2001. 96 с. ISBN 5-93839-011-7.